# Hommert
Hommert – miejscowość i gmina we Francji, w regionie Grand Est, w departamencie Mozela.
Według danych na rok 1990 gminę zamieszkiwało 329 osób, a gęstość zaludnienia wynosiła 94 osoby/km² (wśród 2335 gmin Lotaryngii Hommert plasuje się na 724. miejscu pod względem liczby ludności, natomiast pod względem powierzchni na miejscu 1136.).